# Збірна СРСР з хокею з м'ячем
Збірна СРСР з хокею з мячем — команда, яка представляла Радянський Союз на міжнародний змаганнях з хокею з м'ячем. Найбільш титулована команда у цьому виді спорту.

## Історія
Брала участь у 17 чемпіонатах світу. 14 разів здобувала золоті нагороди, у тому числі — 11 турнірів поспіль (1957—1979).

## Досягнення
- Чемпіон світу (14): 1957, 1961, 1963, 1965, 1967, 1969, 1971, 1973, 1975, 1977, 1979, 1985, 1989, 1991
- Срібний призер (2): 1981, 1983
- Бронзовий призер (1): 1987)

## Бомбардири
Найрезультативніші гравці збірної:
| Гравець            | Голи |
| ------------------ | ---- |
| Сергій Ломанов     | 183  |
| Олександр Циганов  | 92   |
| Валерій Бочков     | 63   |
| Віталій Ануфрієнко | 59   |
| Юрій Лізавін       | 57   |

## Головні тренери
| Головний тренер     | Роки      |
| ------------------- | --------- |
| Всеволод Виноградов | 1954—1960 |
| Іван Балдін         | 1961—1964 |
| Василь Трофимов     | 1965—1982 |
| В'ячеслав Соловйов  | 1983—1988 |
| Володимир Янко      | 1989—1991 |
| Євген Манкос        | 1991      |

## Чемпіони
Приблизно 80 гравців ставали чемпіонами світу. По п'ять і більше нагород найвищої проби отримали 19 хокеїстів:
- Валерій Маслов — 8
- Євген Герасимов[ru] — 8
- Микола Дураков — 7
- Олександр Ізмоденов[ru] — 7
- Володимир Плавунов[ru] — 7
- Михайло Осинцев[ru] — 6
- Георгій Канарейкін[ru] — 6
- Юрій Лізавін[ru] — 6
- Анатолій Мельников[ru] — 5
- Валентин Атаманичев[ru] — 5
- Євген Папугін — 5
- Віктор Шеховцев[ru] — 5
- Юрій Шорін[ru] — 5
- Віталій Данилов[ru] — 5
- В'ячеслав Соловйов[ru] — 5
- Євген Горбачов[ru] — 5
- Леонід Палладій[ru] — 5
- Валерій Бочков[ru] — 5
- Сергій Ломанов[ru] — 5